# 가오 (연호)
가오(嘉応, かおう)는 일본의 연호(元号) 중 하나이다.
- 전후 : 닌난(仁安) 이후 - 조안(承安) 이전.
- 시기 : 1169년~1170년
- 천황 : 다카쿠라 천황
- 무가동량 : 다이라노 기요모리

## 개원
- 닌난 4년 4월 8일(율리우스력 1169년 5월 6일), 다카쿠라 천황의 즉위에 의해 개원(改元).
- 가오 3년 4월 21일(율리우스력 1171년 5월 27일), 조안으로 개원된다.

## 출전
《한서》 〈왕포전〉의 “天下殷富、數有嘉應”

## 서력과의 대조표
| 가오 | 원년   | 2년    | 3년    |
| ---- | ------ | ------ | ------ |
| 서력 | 1169년 | 1170년 | 1171년 |
| 간지 | 을축   | 경인   | 신묘   |

## 같이 보기
- 일본의 연호 일람

| 이전 닌난 | 일본의 연호 1169년 ~ 1171년 | 다음 조안 |